# Michel Vlap
Michel Vlap (Sneek, 2 juni 1997) is een Nederlands voetballer die doorgaans als middenvelder speelt. Sinds juli 2022 staat hij onder contract bij FC Twente tot medio 2025.

## Carrière

### SC Heerenveen
Vlap doorliep de jeugdopleiding van sc Heerenveen en werd gedurende deze tijd geselecteerd voor enkele nationale jeugdelftallen. Hij maakte op 27 november 2016 zijn debuut in het eerste elftal, in een met 0-1 verloren thuiswedstrijd tegen AFC Ajax. Hij kwam in de 89e minuut in het veld voor Arbër Zeneli. In het seizoen 2018/19 groeide hij uit tot basisspeler en vormde hij een uitstekende tandem met Sam Lammers, die dat seizoen net als Vlap zestien keer scoorde in de Eredivisie.

### RSC Anderlecht
In de zomer van 2019 vertrok Vlap voor acht miljoen euro, inclusief bonussen van sc Heerenveen naar RSC Anderlecht. In Brussel tekende Vlap, die ook naar Atalanta Bergamo kon, voor vijf seizoenen. Anderlecht had in eerste instantie vijf miljoen euro geboden voor de Fries, maar betaalde uiteindelijk de acht miljoen euro die Heerenveen aanvankelijk vroeg. Vlap werd bij zijn komst aangekondigd als een type-Vanaken, al bleek de Nederlander op zijn eerste persconferentie voor Anderlecht de spelmaker van Club Brugge niet te kennen.

#### 2019/20
Op 28 juli 2019 maakte hij zijn officiële debuut voor Anderlecht: op de eerste competitiespeeldag kreeg hij meteen een basisplaats tegen KV Oostende. Met een draaibal opende hij na dertien minuten de score, waardoor hij het eerste doelpunt van Anderlecht in het nieuwe seizoen 2019/20 scoorde. Daarnaast was hij een tweede keer trefzeker tegen Oostende, maar zijn tweede goal werd afgekeurd voor buitenspel. Anderlecht verloor de wedstrijd uiteindelijk met 1-2. Ondanks een goede start slaagde Vlap er – zeker na de komst van Frank Vercauteren, die vaak met twee controlerende middenvelders speelde – niet in om zich in zijn debuutseizoen bij het fel geplaagde Anderlecht door te zetten.
Op 22 december 2019 kende Vlap een opflakkering: tegen KRC Genk mocht hij voor het eerst sinds 15 september nog eens een volledige wedstrijd spelen, Vlap bedankte met twee goals in de 2-0-zege tegen de regerende landskampioen. Desondanks slaagde Vlap er onvoldoende in om zich bij Anderlecht als offensieve draaischijf op te werpen. De Fries scoorde in zijn (door de coronapandemie ingekorte) debuutseizoen tien doelpunten, waarvan de helft in zijn laatste drie wedstrijden: na een goal in de 6-1-zege tegen KAS Eupen en een in de 0-3-zege tegen Waasland-Beveren scoorde hij op de 29e speeldag een hattrick in de 7-0-zege tegen Zulte Waregem.

#### 2020/21
Vlap begon op de eerste twee competitiespeeldagen van het seizoen 2020/21 nog in de basis, maar verdween daarna, mede door de komst van Percy Tau, naar het achterplan. In september 2020 testte Vlap als eerste Anderlecht-speler positief op het coronavirus na een reis naar Griekenland. Op de veertiende speeldag kreeg hij tegen Standard Luik voor het eerst in ruim drie maanden nog eens een basisplaats. Ondanks een magere wedstrijd leek hij Anderlecht in de tweede helft op voorsprong te brengen tegen Standard, maar zijn doelpunt werd afgekeurd wegens buitenspel van Lukas Nmecha. Twee weken later liep Vlap zich tegen KRC Genk negatief opmerken: toen scheidsrechter Nathan Verboomen een strafschop voor Anderlecht floot, wilde Vlap de bal aanvankelijk niet afgeven aan vaste strafschopnemer Nmecha.
Aanvankelijk bleef Vlap vanwege de blessures van Yari Verschaeren en Percy Tau zijn kans krijgen, maar uiteindelijk verdween hij toch weer naar het achterplan – tegen Beerschot VA kreeg hij geen plaats in de selectie, in tegenstelling tot de zestienjarige Mario Stroeykens. In het weekend van de eerste wedstrijd van het kalenderjaar 2021 werd hij, ondanks het vertrek van Tau naar Brighton & Hove Albion tijdens de winterstop, zelfs ingezet voor een oefenwedstrijd met het B-elftal van Anderlecht tegen Lierse Kempenzonen. Een week later kreeg hij toch weer een basisplaats tegen KAS Eupen, maar toen linksachter Kemar Lawrence na 39 minuten rood pakte was het Vlap die nog voor de rust gewisseld werd om een extra verdediger in te brengen. Op 19 januari 2021 scoorde Vlap zijn eerste doelpunt van het seizoen: vanop de strafschopstip scoorde hij de 2-0 in de competitiewedstrijd tegen Sporting Charleroi (3-0).

### Arminia Bielefeld
Op 1 februari 2021 ondertekende Vlap een huurovereenkomst tot het einde van het seizoen bij Arminia Bielefeld, dat op dat moment zestiende stond in de Bundesliga. Bielefeld bedong geen aankoopoptie in het huurcontract. In zijn eerste wedstrijd was hij tegen Bayern München meteen voor een doelpunt en een assist. De wedstrijd eindigde uiteindelijk op 3-3.

### FC Twente
Op 10 augustus 2021 tekende Vlap een eenjarig huurcontract bij FC Twente. Hij speelde alle 34 duels in de eredivisie dat seizoen mee, waarin vijfmaal tot scoren kwam. Hij behaalde met Twente knap de vierde plaats, waardoor het zich plaatste voor Europees voetbal.
Op 4 juli 2022 maakte hij voor een transferbedrag van twee miljoen euro definitief de overstap van RSC Anderlecht naar FC Twente, waar hij een driejarig contract met optie voor een jaar extra ondertekende.

## Clubstatistieken
| Seizoen | Club                | Competitie      | Competitie | Competitie | Beker | Beker | Europees | Europees | Overig | Overig | Totaal | Totaal |
| Seizoen | Club                | Competitie      | Wed.       | Dlp.       | Wed.  | Dlp.  | Wed.     | Dlp.     | Wed.   | Dlp.   | Wed.   | Dlp.   |
| ------- | ------------------- | --------------- | ---------- | ---------- | ----- | ----- | -------- | -------- | ------ | ------ | ------ | ------ |
| 2016/17 | sc Heerenveen       | Eredivisie      | 1          | 0          | 0     | 0     | —        | —        | —      | —      | 1      | 0      |
| 2017/18 | sc Heerenveen       | Eredivisie      | 24         | 4          | 2     | 0     | —        | —        | —      | —      | 26     | 4      |
| 2018/19 | sc Heerenveen       | Eredivisie      | 34         | 16         | 4     | 1     | —        | —        | —      | —      | 38     | 17     |
| 2019/20 | RSC Anderlecht      | Eerste klasse A | 23         | 10         | 2     | 0     | —        | —        | —      | —      | 25     | 10     |
| 2020/21 | RSC Anderlecht      | Eerste klasse A | 11         | 1          | 0     | 0     | —        | —        | —      | —      | 11     | 1      |
| 2020/21 | → Arminia Bielefeld | Bundesliga      | 7          | 1          | 0     | 0     | —        | —        | —      | —      | 7      | 1      |
| 2021/22 | RSC Anderlecht      | Eerste klasse A | 0          | 0          | 0     | 0     | —        | —        | —      | —      | 0      | 0      |
| 2021/22 | → FC Twente         | Eredivisie      | 34         | 5          | 2     | 0     | —        | —        | —      | —      | 36     | 5      |
| 2022/23 | FC Twente           | Eredivisie      | 32         | 3          | 1     | 0     | 4        | 2        | 4      | 1      | 41     | 6      |
| 2023/24 | FC Twente           | Eredivisie      | 29         | 2          | 1     | 0     | 5        | 0        | 0      | 0      | 35     | 2      |
| 2024/25 | FC Twente           | Eredivisie      | 34         | 5          | 2     | 0     | 12       | 2        | 1      | 0      | 49     | 7      |
| Totaal  | Totaal              | Totaal          | 229        | 47         | 14    | 1     | 21       | 4        | 5      | 1      | 269    | 53     |

Bijgewerkt op 23 mei 2025.